# Peter Perchtold
Peter André Perchtold es un ex futbolista alemán.
El 20 de octubre de 2007 Perchtold hizo su debut en la Bundesliga con el primer equipo del VfB Stuttgart en un encuentro contra el Hamburgo S.V..
En 2008 se hizo oficial el fichaje de Perchtold por el F. C. Núremberg. El 5 de octubre de 2008 marco su primero gol como profesional ante el Rot Weiss Ahlen.

## Clubes
| Club                  | País      | Año       |
| --------------------- | --------- | --------- |
| 1. SC Feucht          | Alemania  | 2003-2005 |
| VfB Stuttgart II      | Alemania  | 2005-2008 |
| VfB Stuttgart         | Alemania  | 2007      |
| 1. FC Nürnberg        | Alemania  | 2008-2010 |
| Gold Coast United     | Australia | 2011      |
| 1. FSV Maguncia 05 II | Alemania  | 2011-2013 |